# Йенс Столтенберг
Йенс Столтенберг (на норвежки: Jens Stoltenberg) е норвежки политик от Работническата партия (Arbeiderparti).
Заема поста генерален секретар на НАТО от 1 октомври 2014 до 1 октомври 2024 г. Бил е министър-председател на Норвегия в периодите 2000 – 2001 г. и 2005 – 2013 г.

## Биография
Роден е в норвежката столица Осло на 16 март 1959 г. Завършва Университета в Осло и по професия е икономист.
Между 1985 и 1989 г. е председател на младежката организация на Работническата партия (Arbeidernes Ungdomsfylking, AUF), както и заместник-председател на младежкото крило на Социалистическия интернационал.
През 1990 г. става секретар на министъра на отбраната. От 1993 до 1996 г. е министър на търговията и енергетиката, а от 1996 до 1997 г. е министър на финансите. Парламентарен лидер на Работническата партия е в периодите февруари-март 2000 г. и 2001 – 2005 г. От 2002 г. насам е председател на партията.
От март 2000 до октомври 2001 г. Столтенберг за първи път поема поста министър-председател по време на краткото управление на Работническата партия. През 2005 г. Работническата партия получава 35,3% от избирателските гласове на парламентарните избори, при което Столтенберг отново поема премиерския пост, начело на коалиция с Партия на центъра и Социалистическата лява партия. След спечелените парламентарни избори през 2009 г. пак оглавява правителството.
На 28 март 2014 г. Съветът на НАТО го избира за генерален секретар на НАТО. Заеме длъжността на 1 октомври същата година.